# Laureate Education Inc.

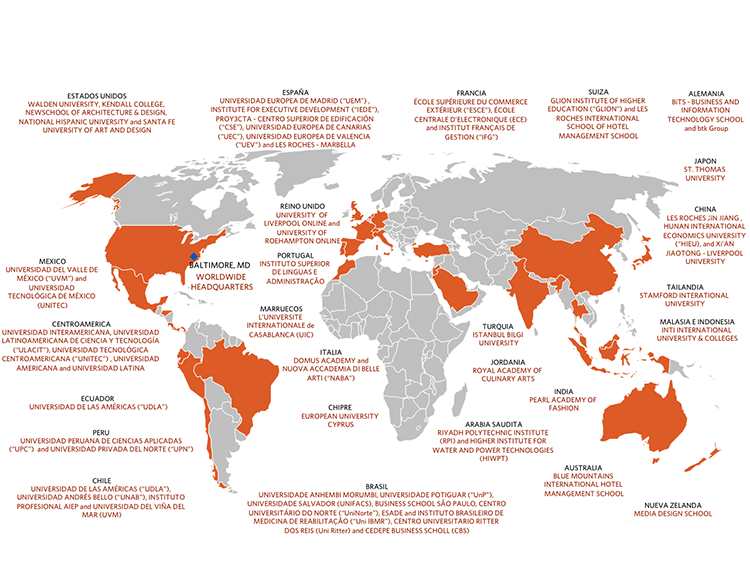
Mapa de instituciones de Laureate International en el mundo.

Laureate Education, Inc. (NASDAQ: LAUR) es una compañía de capital privado que presta servicios de educación superior. Su sede central está en Baltimore, Maryland, EE. UU.
A través de su filial Laureate International Universities gestiona tres instituciones de educación superior en Perú y dos en México.
Comenzó sus labores en 1998 bajo el nombre de Sylvan Learning Systems, Inc. En el año 2004, Sylvan Learning Systems pasa a denominarse Laureate Education Inc.